# Prusia del Sur
Prusia de Sur (en alemán: Südpreußen; en polaco: Prusy Południowe) fue una provincia del Reino de Prusia desde 1793 hasta 1807.

## Descripción
Fue creada a partir de territorios anexados en la Segunda Partición del Reino de Polonia e incluía en 1793:
- los voivodatos de Poznań, Kalisz y Gniezno, de Gran Polonia;
- las tierras de Sieradz y Łęczyca;
- el voivodato de Brześć y el territorio de Dobrzyń, de Kuyavia;
- partes adyacentes de los voivodatos de Płock y Rawa, de Mazovia.

La capital de la provincia fue Poznań (1793-1795) en un principio, después Varsovia (1795-1806), que fue añadida en 1795 después de la Tercera Partición, pero realmente fue administrada por el Directorio General (General-Direktorium) en Berlín. En 1806 la provincia tenía 1.503.508 habitantes. Fue subdividida en los Kammerdepartements de Posen (Poznan), Kalisch (Kalisz), y Warschau (Varsovia).
Prusia del Sur bordeaba con Neumark de la región de Brandeburgo al oeste y con el Distrito Netze prusiano al norte. Después de la Tercera Partición, los territorios de Dobrzyń y Płock al noreste del río Vístula fueron transferidos a Nueva Prusia Oriental, mientras que Prusia del Sur obtuvo la región de Varsovia del anterior Voivodato de Masovia. Al sureste el río Pilica marcaba la frontera con los territorios de Polonia Menor que en 1795 se convirtieron en parte de la austríaca Nueva Galicia. Al suroeste bordeaba la provincia de Silesia prusiana y Nueva Silesia, una provincia más pequeña que incluía el anterior Ducado de Siewierz, que era administrada desde Prusia del Sur.
Algunos colonos alemanes invitados a asentarse en las fincas nobles de la provincia eran conocidos como Hauländer, mientras que otros que se asentaron en tierras de la corona real eran conocidos como  Kolonisten. El término Hauländer es una degradación del original Hollender que negociaba términos especiales de gobierno democrático para sus asentamientos que fueron conocidos como Hollendry. Muchos alemanes todavía vivían bajo estilo Schulzendorf de gobierno local de población y por lo tanto no eran Hauländer.
Tras la victoria de Napoleón Bonaparte en la guerra de la Cuarta Coalición y la rebelión polaca, el territorio de Prusia del Sur se convirtió en parte del Ducado de Varsovia, un estado clientelar francés, de acuerdo con los Tratados de Tilsit de 1807. Después del Congreso de Viena en 1815, fue dividido entre el prusiano Gran Ducado de Posen y Polonia del Congreso, una parte del Imperio ruso.
Los registros del Directorio General que tenían que ver con la historia y la genealogía de la parte prusiana de Polonia fueron sacados de los archivos prusianos por Napoleón Bonaparte poco después de 1806 y transferidos a Varsovia.

## Distritos
En 1806, Prusia del Sur consistía de tres departamentos (Kriegs- und Domänen-Kammern) divididos en los siguientes distritos o condados (Kreise):
| Kalisch | Posen | Warschau                                                                                         |
| - Kalisch - Adelnau - Konin - Ostreschow - Wieluń - Lumtomiersk - Warta - Schadek - Sieradz - Petrikau - Radomsk - Czenstochau | - Posen - Oborniki - Meseritz - Bomst - Fraustadt - Krebe - Schrimm - Kosten - Krotoschin - Peisern - Schroda - Gnesen - Wangrowitz - Powitz - Brzesk - Radziejów - Kowal | - Warschau - Blonin - Tschersk - Rawa - Sochaczew - Gostin - Orlow - Lenczyca - Zgierz - Brzezin |